# Estació de trens de Munsbach
L'Estació de trens de Munsbach (en luxemburguès: Gare Minsbech; en francès:  Gare de Munsbach, en alemany:  Bahnhof Munsbach) és una estació de trens que es troba a Munsbach al sud de Luxemburg. La companyia estatal propietària és Chemins de Fer Luxembourgeois. L'estació està situada en el ramal ferroviari de la línia 30 CFL, que connecta la ciutat de Luxemburg amb l'est del país i amb Trèveris.

## Servei
Munsbach rep els serveis ferroviaris pels trens de Regional Express i (RE)Regionalbahn (RB) amb relació a la línia 30 CFL entre Ciutat de Luxemburg i Wasserbillig, o Trèveris i Koblenz (Alemanya).